# John Whitmore

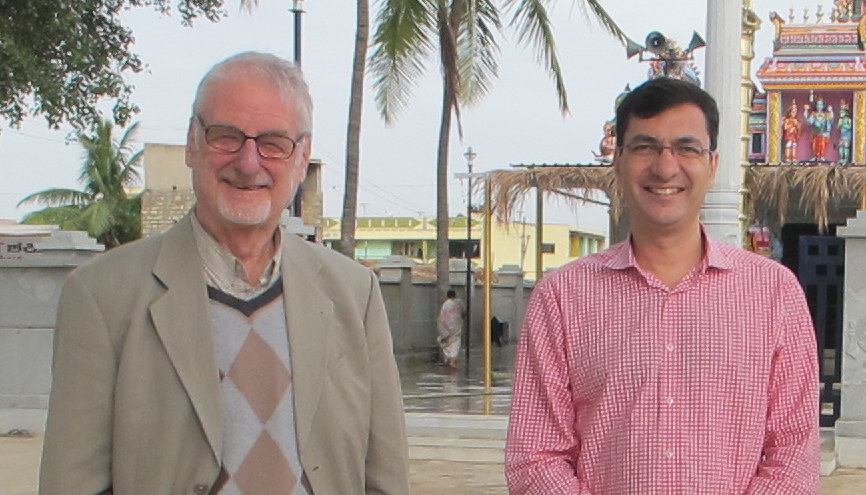
Sir John Whitmore (links) 2013

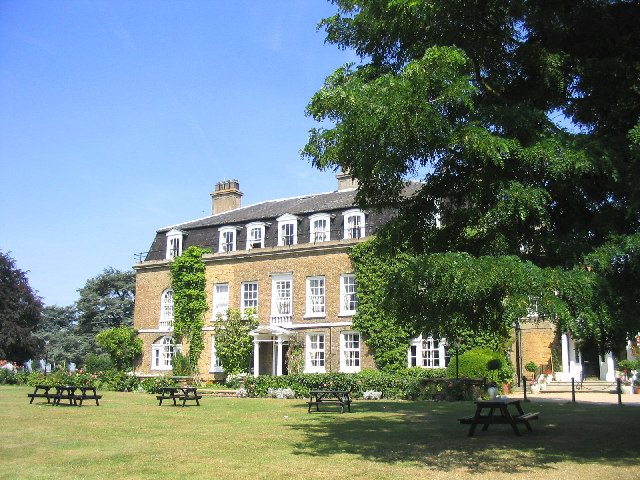
Orsett Hall, der Familiensitz der Whitmore Baronets

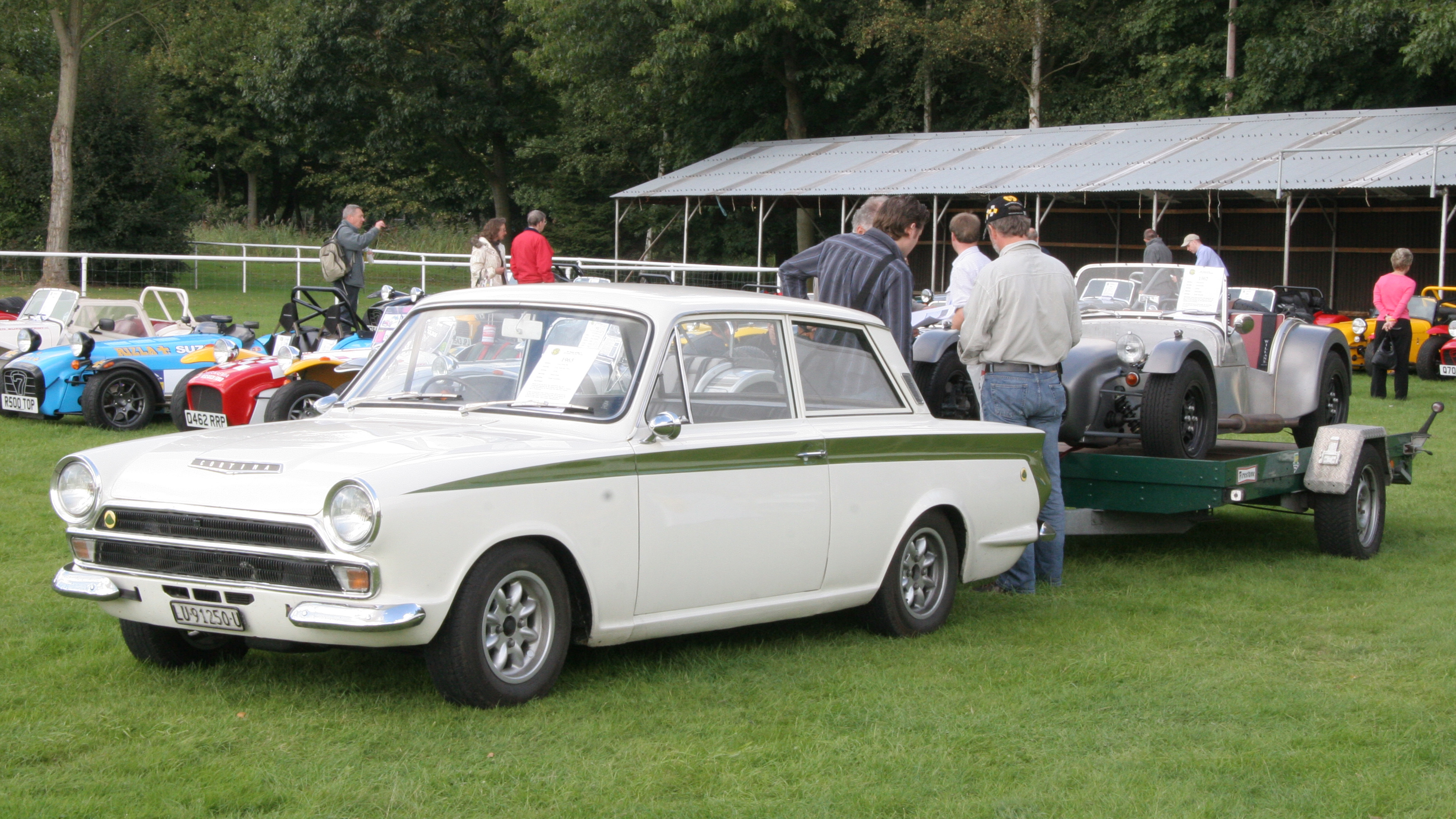
Ein Ford Lotus Cortina, hier als Zugfahrzeug für einen Lotus Seven. 1965 wurde Whitmore auf einem Ford Lotus Cortina Tourenwagen-Europameister in der Division II.

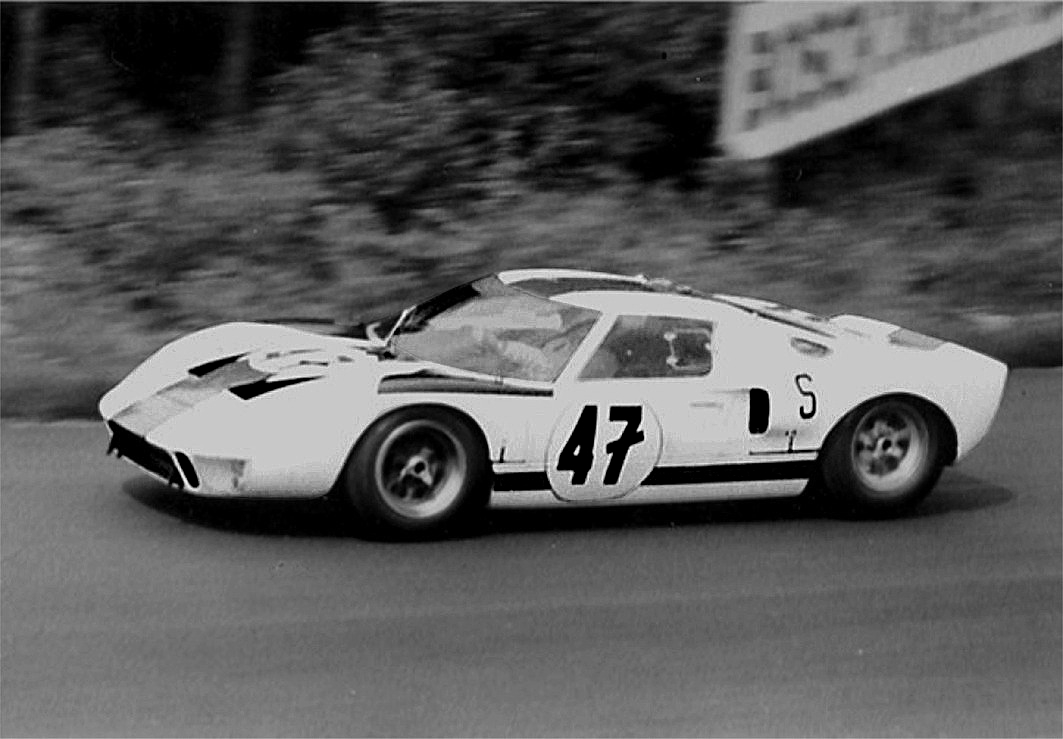
Ford GT 40 von John Whitmore/Jochen Neerpasch 1966 beim Training zum 1000-km-Rennen auf dem Nürburgring

Sir John Henry Douglas Whitmore, 2. Baronet (* 16. Oktober 1937 in Orsett; † 28. April 2017 in Royal Tunbridge Wells) war ein britischer Automobilrennfahrer und Sachbuchautor, der nach seiner aktiven sportlichen Laufbahn als Coach und Berater tätig war.

## Herkunft und Ausbildung
John Whitmore kam als Sohn von Sir Francis Henry Charlton Douglas Whitmore, 1. Baronet und dessen zweiter Ehefrau Ellis Johnson zur Welt. Von seinem Vater erbte er 1962 dem Adelstitel Baronet, of Orsett in the Count of Essex, ein nicht unbeträchtliches Vermögen sowie den Familiensitz Orsett Hall. Whitmore, der ein begeisterter Hobbyflieger war, nutzte die großzügigen Parkflächen, um mit seinem Privatflugzeug im eigenen Areal starten und landen zu können. Er verkaufte Orsett Hall 1968. Das Gebäude wurde 2007 durch einen Brand völlig zerstört, zwei Jahre später jedoch im alten Stil neu errichtet. Sein Vater soll den Besitz seinerzeit beim Kartenspiel vom vorherigen Besitzer Digby Windfeld gewonnen haben.
Whitmore besuchte Eliteschulen und Eliteuniversitäten wie das Eton College und die Royal Military Academy Sandhurst. Außerdem machte er in Cirencester eine Ausbildung zum Agraringenieur.

## Karriere als Rennfahrer
Im Gegensatz zu seinem Vater, der Oberstleutnant in der britischen Armee war, schlug Whitmore keine militärische Laufbahn ein. Ende der 1950er-Jahre machte er seine zweite Leidenschaft zum Beruf, den Automobilsport. Nach ein paar Clubrennen stieg er 1959 professionell in den Tourenwagensport ein. In der Rückschau wurde Whitmore großes Talent attestiert. Er verzichtete fast vollständig auf den Monopostosport und erzielte seine Erfolge ausschließlich bei Touren- und Sportwagenrennen. In den 1960er-Jahren galt er als einer der besten britischen Tourenwagenfahrer. Selbst Formel-1-Piloten hatten es schwer ihn zu schlagen. Die britische Fachpresse bezeichnete ihn als Meister im Mini Cooper. 1961 gewann er mit dem kleinen Rennwagen die Gesamtwertung der britischen Tourenwagenmeisterschaft. Neben dem Mini Cooper war der Ford Lotus Cortina das zweite Rennfahrzeug, das Whitmore mit großer Meisterschaft bewegte. Mit dem Cortina gewann er 1965 die Gesamtwertung der Division II der Tourenwagen-Europameisterschaft.
Schon 1959 hatte er mit wenig Rennerfahrung sein Debüt beim 24-Stunden-Rennen von Le Mans gegeben und wurde als Partner von Jim Clark Zehnter in der Gesamtwertung. Insgesamt war Whitmore fünfmal bei diesem Langstreckenrennen am Start, der zehnte Rang 1959 blieb seine beste Platzierung in der Gesamtwertung.
1966 fuhr er eine starke Saison in der Sportwagen-Weltmeisterschaft. Sowohl beim 1000-km-Rennen von Monza als auch beim 1000-km-Rennen von Spa-Francorchamps verfehlte er als Zweiter den Gesamtsieg nur knapp. In Monza war Masten Gregory sein Partner, in Spa fuhr er gemeinsam mit Frank Gardner. In beiden Fällen war ein Ford GT40 das Rennfahrzeug. Beim 1000-km-Rennen auf dem Nürburgring 1966 war Whitmore von Platz zehn des 77 Wagen starken Feldes gestartet, fiel jedoch in der ersten Runde mit gebrochener Hinterradaufhängung seines GT40 im Streckenabschnitt Flugplatz aus.
Nach Ablauf der Saison 1966 erklärte er erst 29-jährig seinen Rücktritt vom Rennsport und wandte sich anderen Betätigungsfeldern zu.

## Sportpsychologe, Coach und Buchautor
Nach seiner Rennkarriere arbeitete Whitmore als Sportpsychologe, schrieb Bücher übers Coaching und eine Biographie über seinen Rennfahrerkollegen Jack Sears. Zuletzt arbeitete Whitmore als Executive Chairman und Coach bei Performance Consultants und coachte Manager weltweit.
Er starb im April 2017.

## Statistik

### Le-Mans-Ergebnisse
| Jahr | Team                        | Fahrzeug                  | Teamkollege   | Platzierung | Ausfallgrund       |
| ---- | --------------------------- | ------------------------- | ------------- | ----------- | ------------------ |
| 1959 | Border Reivers              | Lotus Elite Mk.14         | Jim Clark     | Rang 10     |                    |
| 1962 | Ecurie Chiltern             | Austin-Healey 3000        | Bob Olthoff   | Ausfall     | Zylinderschaden    |
| 1963 | Donald Healey Motor Company | Austin-Healey Sprite 1100 | Bob Olthoff   | Ausfall     | Unfall             |
| 1965 | Ford Advanced Vehicles      | Ford GT40 Mk.I            | Innes Ireland | Ausfall     | Zylinder überhitzt |
| 1966 | Alan Mann Racing Ltd.       | Ford GT40 Mk.II           | Frank Gardner | Ausfall     | Kupplungsschaden   |

### Sebring-Ergebnisse
| Jahr | Team                     | Fahrzeug  | Teamkollege   | Teamkollege   | Platzierung | Ausfallgrund |
| ---- | ------------------------ | --------- | ------------- | ------------- | ----------- | ------------ |
| 1961 | British Motors Corp. USA | MGA       | Peter Riley   |               | Rang 16     |              |
| 1962 | Ecurie Safety Fast       | MGA       | Bob Olthoff   | Frank Morrill | Rang 20     |              |
| 1966 | Alan Mann Racing         | Ford GT40 | Frank Gardner |               | Ausfall     | Motorschaden |

### Einzelergebnisse in der Sportwagen-Weltmeisterschaft
| Saison | Team                                                                            | Rennwagen                                           | 1   | 2   | 3   | 4   | 5   | 6   | 7   | 8   | 9   | 10  | 11  | 12  | 13  | 14  | 15  | 16  | 17  | 18  | 19  | 20  | 21  | 22  |
| ------ | ------------------------------------------------------------------------------- | --------------------------------------------------- | --- | --- | --- | --- | --- | --- | --- | --- | --- | --- | --- | --- | --- | --- | --- | --- | --- | --- | --- | --- | --- | --- |
| 1959   | Border Reivers                                                                  | Lotus Elite                                         | SEB | TAR | NÜR | LEM | RTT |     |     |     |     |     |     |     |     |     |     |     |     |     |     |     |     |     |
| 1959   | Border Reivers                                                                  | Lotus Elite                                         | 10  |     |     |     |     |     |     |     |     |     |     |     |     |     |     |     |     |     |     |     |     |     |
| 1961   | British Motors Corp. USA Bob Olthoff                                            | MAG                                                 | SEB | TAR | NÜR | LEM | PES |     |     |     |     |     |     |     |     |     |     |     |     |     |     |     |     |     |
| 1961   | British Motors Corp. USA Bob Olthoff                                            | MAG                                                 | 16  |     | 28  |     |     |     |     |     |     |     |     |     |     |     |     |     |     |     |     |     |     |     |
| 1962   | Ecurie Safety Fast Bob Olthoff Ecurie Chiltern Chris Barber Essex Racing Stable | MGA Austin-Healey 3000 Lotus Elite Aston Martin DB4 | DAY | SEB | SEB | MAI | TAR | BER | NÜR | LEM | TAV | CCA | RTT | NÜR | BRI | BRI | PAR |     |     |     |     |     |     |     |
| 1962   | Ecurie Safety Fast Bob Olthoff Ecurie Chiltern Chris Barber Essex Racing Stable | MGA Austin-Healey 3000 Lotus Elite Aston Martin DB4 |     |     | 20  |     |     |     | DNF | DNF |     |     | DNF |     |     |     | DNF |     |     |     |     |     |     |     |
| 1963   | Daniel Richmond Donald Healey SMART                                             | Mini Austin-Healey Sprite Lotus Elan                | DAY | SEB | SEB | TAR | SPA | MAI | NÜR | CON | ROS | LEM | MON | WIS | TAV | FRE | CCE | RTT | OVI | NÜR | MON | MON | TDF | BRI |
| 1963   | Daniel Richmond Donald Healey SMART                                             | Mini Austin-Healey Sprite Lotus Elan                |     |     |     | 27  |     |     |     |     |     | DNF |     |     |     |     |     | DNF |     |     |     |     |     |     |
| 1964   | Ian Walker                                                                      | Lotus Elan                                          | DAY | SEB | TAR | MON | SPA | CON | NÜR | ROS | LEM | REI | FRE | CCE | RTT | SIM | NÜR | MON | TDF | BRI | BRI | PAR |     |     |
| 1964   | Ian Walker                                                                      | Lotus Elan                                          |     |     |     | DNF |     |     |     |     |     |     |     |     |     |     |     |     |     |     |     |     |     |     |
| 1965   | Alan Mann Racing Ford Willment Racing Team                                      | Shelby Daytona AC Cobra Ford GT40                   | DAY | SEB | BOL | MON | MON | RTT | TAR | SPA | NÜR | MUG | ROS | LEM | REI | BOZ | FRE | CCE | OVI | NÜR | BRI | BRI |     |     |
| 1965   | Alan Mann Racing Ford Willment Racing Team                                      | Shelby Daytona AC Cobra Ford GT40                   |     |     |     |     | 9   | 4   | DNF | DNF | DNF |     |     | DNF | 9   |     |     |     |     |     |     |     |     |     |
| 1966   | Alan Mann Racing Essex Wire                                                     | Ford GT40                                           | DAY | SEB | MON | TAR | SPA | NÜR | LEM | MUG | CCE | HOK | SIM | NÜR | ZEL |     |     |     |     |     |     |     |     |     |
| 1966   | Alan Mann Racing Essex Wire                                                     | Ford GT40                                           |     | DNF | 2   |     | 2   | DNF | DNF |     |     |     |     |     |     |     |     |     |     |     |     |     |     |     |